# Homoeosoma nebulella
Homoeosoma nebulella là một loài bướm đêm thuộc họ Pyralidae. Nó được tìm thấy ở châu Âu, Nga, Anatolia, Trung Đông và Tây Phi.Đây là một serious pest of the sunflower, Helianthus annuus, ở Đông Âu và the Ukraina và a potential sunflower pest in Pháp.
Sải cánh dài 20–27 mm.
Ấu trùng ăn Cirsium vulgare, Senecio jacobaea, Tanacetum vulgare và Leucanthemum vulgare.